# Euxoa astfaelleri
Euxoa astfaelleri là một loài bướm đêm trong họ Noctuidae.